# Грессе
Грессе (нем. Gresse) — община в Германии, в земле Мекленбург-Передняя Померания.
Входит в состав района Людвигслуст. Подчиняется управлению Бойценбург-Ланд.  Население составляет 639 человек (на 31 декабря 2010 года). Занимает площадь 21,25 км².